# Raulo Costanzo Falletti
Raulo Costanzo Falletti dei marchesi di Barolo (Torino, 10 maggio 1675 – Cagliari, 1º gennaio 1748) è stato un arcivescovo cattolico italiano.

## Biografia

Stemma della famiglia Falletti

Fu vicario generale della diocesi di Alba e visitatore di diverse diocesi. Ebbe l'incarico di elemosiniere del re Vittorio Amedeo II e da questi fu designato all'arcidiocesi di Cagliari.

### La questione dellojus praesentandi
La diocesi di Cagliari era vacante da quattro anni: il re di Sardegna pretendeva di nominare l'arcivescovo come i suoi antecedenti delle dinastie d'Asburgo e dei conti di Barcellona, mentre la Santa Sede si opponeva perché il privilegio era stato concesso a Giacomo II d'Aragona ed ai suoi successori, mentre i Savoia erano diventati re di Sardegna non per successione bensì in forza di un trattato internazionale. Il problema, che era diventato una questione di principio, fu risolto diplomaticamente dal cardinale e teologo Prospero Lorenzo Lambertini, per cui il papa Benedetto XIII con decreto del 25 ottobre 1726 ribadì il proprio diritto ma concesse a Vittorio Amedeo II ed ai suoi successori di esercitare lo jus praesentandi (cioè il diritto di proporre i vescovi per le sedi vacanti) in quanto si era trovata una discendenza diretta da Giacomo II d'Aragona.
Monsignor Falletti fu il primo arcivescovo di Cagliari nominato da un re della dinastia dei Savoia.

### Attività pastorale
Nel 1727 fondò a Lanusei un convento per l'ordine francescano. Il suo governo fu prudente e saggio, molto attento all'elemosina.

### Attività politica
Durante il suo ministero, nel 1731, fu nominato viceré di Sardegna il fratello Girolamo. Alla morte di questi, nel 1735, Raulo assunse interinalmente il governo del regno, nell'attesa del nuovo viceré, Prospero Posavino. Anche la sua breve azione politica è considerata positiva e saggia.

### La morte
Morì a Cagliari il 1º gennaio 1748, nell'esercizio delle sue funzioni. Fu sepolto nella cattedrale, nel monumento che si era lui stesso fatto costruire, di fronte a quello del fratello Girolamo, nella cappella di Santa Barbara.

## Genealogia episcopale e successione apostolica
La genealogia episcopale è:
- Cardinale Scipione Rebiba
- Cardinale Giulio Antonio Santori
- Cardinale Girolamo Bernerio, O.P.
- Arcivescovo Galeazzo Sanvitale
- Cardinale Ludovico Ludovisi
- Cardinale Luigi Caetani
- Cardinale Ulderico Carpegna
- Cardinale Paluzzo Paluzzi Altieri degli Albertoni
- Papa Benedetto XIII
- Arcivescovo Raulo Costanzo Falletti

La successione apostolica è:
- Arcivescovo Bernardino Ignazio Roero di Cortanze, O.F.M.Cap. (1730)